# Оро (Республика Алтай)
Оро   (алт. Оро) — село в Усть-Канском районе Республики Алтай России. Входит в состав Ябоганского сельского поселения.

## География
Расположено в западной части Республики Алтай в горно-степной зоне и находится у реки Большая Шиверта.
Уличная сеть состоит из трёх географических объектов: ул. Молодежная, ул. Северная и ул. Школьная

## Население
| 2010 | 2011 | 2012 | 2013 | 2014 | 2015 |
| ---- | ---- | ---- | ---- | ---- | ---- |
| 230  | ↘229 | ↘223 | ↘222 | ↗225 | ↘216 |
| 2016 |      |      |      |      |      |
| ↘212 |      |      |      |      |      |

Национальный состав
Согласно результатам переписи 2002 года, в национальной структуре населения алтайцы составляли 	98 % от общей численности населения в 259 жителей

## Инфраструктура
Личное подсобное хозяйство. Животноводство.

## Транспорт
Автодорога регионального значения «Подъезд к c. Оро» (идентификационный номер 84К-71) протяженностью 4,1 км. (Постановление Правительства Республики Алтай от 12.04.2018 N 107 «Об утверждении Перечня автомобильных дорог общего пользования регионального значения Республики Алтай и признании утратившими силу некоторых постановлений Правительства Республики Алтай»).